# Daisy Bateman
Pour les articles homonymes, voir Bateman.
Daisy Bateman, née le 20 février 2000, est une joueuse de football australien qui joue pour le North Melbourne Football Club dans la compétition AFL Women's (AFLW).   